# 道格拉斯海豚
道格拉斯海豚（Douglas Dolphin）是一种兩棲飛艇，共生產了58架，其主要角色是：私人「快艇」、客机、軍用運輸機以及進行搜救工作。

## 歷史
海豚飛機最初设计于1930年，當時命名為辛巴達，是一個纯粹的，沒有機輪的飛艇。其最初设计用途是作为一款豪華型飛艇，但在大蕭條時對這樣的需求減少了。但是道格拉斯公司成功说服了美国海岸警卫队，订购了12架海豚式飞机。
道格拉斯公司并未被市场需求的冷淡吓退，并在1931年改善了辛巴達，使其成為一架水陸兩棲飛艇，能夠在水上或陸地進行升降，而辛巴達亦更名為「海豚」。在此之上道格拉斯公司还进行了许多细节上的改进，包括加长机身，和对机尾、机翼和引擎舱的一系列改进。
首兩架飛機由威爾明頓-卡特琳娜航空購買，用作來往洛杉磯與圣卡塔利娜岛之間的客運，这使海豚式飞机成为道格拉斯公司的首款商用客机。接下来的几架则为美國海軍及美國海岸衛隊订购，用作搜救之用。美國陸軍航空兵團隨後訂購了數架飛機，名為C-21、C-26和C-29。最终也有很多订单是用于原本的目的——豪華運輸機，拥有者包括波音公司創立人威廉·愛德華·波音、箭牌口香糖公司創立人之子菲利普·瑞格理。美國海軍也买下一架，用作富蘭克林·德拉諾·羅斯福總統的專機，是為美國史上第一架總統專機，儘管羅斯福總統並沒有乘坐該型號飛機。
直至1977年，仍有海豚飛機正在營運。

## 军事使用
阿根廷
- 澳大利亚空军

 美国
- 美国陆军航空队
- 美国空军
- 美国海岸警卫队
- 美国海军陆战队
- 美国海军

## 性能

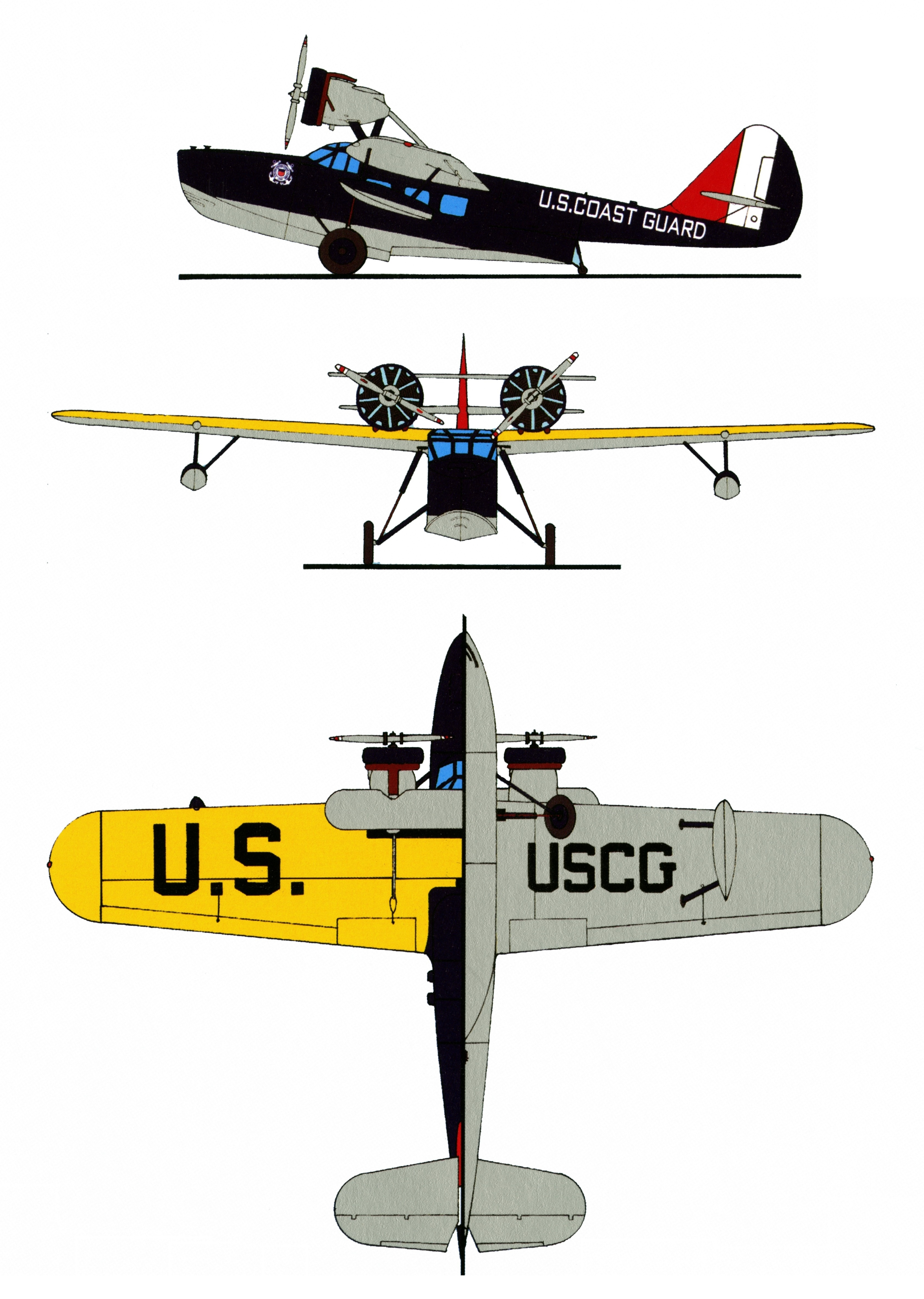
RD-4

基本信息
- 机组：2人,驾驶和副驾驶
- 容量：6人

性能